# Marburgo
Marburgo (in tedesco Marburg) è una città tedesca situata nel land dell'Assia.
Marburgo, che è sede di una famosa Università e di vari centri di ricerca tra cui la branca di microbiologia dell'Istituto Max Planck, si fregia del titolo di "Città con status speciale" (Sonderstatusstadt).

## Geografia fisica
Marburgo si trova nel centro dell'Assia, all'incirca a metà strada tra Francoforte sul Meno e Kassel, a circa 77 chilometri in linea d'aria da entrambe le città. Si estende per 9 km da nord a sud e per 6 km da est a ovest, è attraversata dal fiume Lahn tra i Lahnberge a est e il Marburger Rücken a ovest.

## Storia

### Preistoria e storia antica
Le prime tracce di insediamenti nella zona di Marburgo sono documentate per il periodo della glaciazione di Würm: sia sul Lahnberge che nell'area tra il Neuhöfen e il Dammühle sono stati trovati raschiatoi e altri strumenti che potrebbero indicare un insediamento risalente a quel periodo. Reperti di ceramica lineare indicano insediamenti nell'età neolitica. Secondo Demandt, la cultura di Rössen e la cultura di Michelsberg si sono sovrapposte. Ulteriori sovrapposizioni culturali possono essere rintracciate sulla base di reperti della cultura tombale individuale, della ceramica cordata e della cultura del vaso campaniforme. I successivi insediamenti nell'area di Marburgo sono documentati nell'età del bronzo, tra l'altro, da numerosi tumuli di quel periodo. I resti di una tomba dell'età del bronzo più recente si possono vedere nell'Orto Botanico di Marburgo.
Una struttura rinforzata a forma di mezzaluna sul vicino Schanzenkopf, il cosiddetto Heimburg, può essere attribuita al periodo tardo merovingio e indica un insediamento intorno al 700 d.C.

### Fondazione della città e Medioevo
Le prime tracce di un castello a Marburgo risalgono al IX-X secolo, quale possedimento della dinastia dei Giso. Con la morte di Giso IV di Gudenberg, il langravio Ludovico I di Turingia ereditò, per matrimonio, i possedimenti dell'Assia-Gudensberg. Le prime notizie scritte del castello sullo Schlossberg risalgono al 1138/39. I primi residenti di Marburgo probabilmente si trasferirono dalle città circostanti, ora deserte, inglobando i villaggi di Weidenhausen e Zahlbach. Le prime notizie di una zecca cittadina, e quindi la presenza di un mercato, risalgono al 1140. Del 1180 la prima cinta muraria. Nel 1222 Marburgo ottenne il Titolo di città.
Marburgo acquisì grande importanza quando Elisabetta d'Ungheria, vedova del langravio Ludovico IV di Turingia, la scelse come residenza nel 1228, ove fece costruire un ospedale, nel quale si dedicò alla cura dei malati e degli infermi. Elisabetta, morta nel 1231, fu canonizzata nel 1235. In quello stesso anno l'Ordine Teutonico iniziò la costruzione della Chiesa di Santa Elisabetta, destinata al culto della santa e Marburgo divenne meta di pellegrinaggi.

### Marburgo capitale dell'Assia
Tra il 1248 e il 1604 Marburgo fu, con poche interruzioni, la residenza dei Langravi di Assia-Marburgo.
Con la morte di Enrico Raspe, ultimo langravio di Turingia, Sofia di Turingia, figlia di Sant'Elisabetta, fece proclamare langravio suo figlio Enrico I d'Assia nel 1247. A seguito della Guerra di successione della Turingia (1247-1264) Enrico fu proclamato langravio dell'Assia divenuta indipendente. Nel 1292 il re Adolfo di Nassau lo nominò Reichsfürst (principe del regno), liberandolo dall'influenza dell'arcivescovo. Per Marburgo fu un periodo di espansione: la consacrazione della chiesa di Santa Elisabetta nel 1283, la gotica chiesa parrocchiale di Santa Maria, il monastero francescano a Barfüßertor (1234), il monastero domenicano di Weidenhausen (1291), il ponte di Weidenhausen che collega le due rive del fiume Lahn (anno 1250 circa).

### Perdita di importanza a favore di Kassel
Con la morte di Enrico I nel 1308, il langraviato venne diviso tra i due figli: a Ottone I l'Assia Superiore (con capitale Marburgo e le città di Gießen, Grünberg e Alsfeld), a Giovanni l'Assia Inferiore (con capitale Kassel e le città di Homberg (Efze), Melsungen e Rotenburg an der Fulda). Con la morte di Giovanni nel 1311, Ottone I riunì i due principati alternando la residenza tra Kassel e Marburgo. Nel 1319 la città fu devastata da un incendio, immediatamente ricostruita con le caratteristiche case a graticcio. Ottone I condusse una lunga faida contro l'arcivescovo di Magonza, che suo figlio Enrico II e suo nipote Ermanno II continuarono e che si concluse con la Guerra delle stelle (Sternerkrieg, 1371-1373). Le manovre degli eserciti portarono a Marburgo la pandemia di peste nera nel 1348/49. Dopo la morte di Luigi I, figlio di Ermanno II, il langraviato fu nuovamente diviso: l'Assia Superiore andò a Enrico III dal 1458 al 1483 e a Guglielmo III dal 1483 al 1500; quando morì senza figli, il langraviato venne riunito sotto il cugino Guglielmo II d'Assia.

### Riforma e Università
Il figlio di Guglielmo II, Filippo I d'Assia, divenuto langravio nel 1518 all'età di 13 anni, nel 1524 aderì alla Riforma protestante e nel 1527 fondò la seconda università protestante, dopo Legnica (1526), che da allora è stata il fattore economico più importante della città e tale è rimasta. L'Università comprendeva anche il ginnasio Philippinum e l'Istituto per le borse di studio dell'Assia, considerato il più antico collegio studentesco di Germania.
Nel 1529, per iniziativa di Filippo I, a seguito della conferma dell'editto di Worms, si tennero i colloqui di Marburgo al fine di conciliare le divergenze teologiche tra Martin Lutero e Ulrico Zwingli.
Dopo la morte di Filippo I, il 31 marzo 1567, il Langraviato d'Assia venne suddiviso tra i quattro figli maschi avuti dalla prima moglie: l'Assia-Kassel a Guglielmo IV d'Assia-Kassel, l'Assia-Marburgo a Luigi IV d'Assia-Marburgo, l'Assia-Rheinfels a Filippo II d'Assia-Rheinfels e l'Assia-Darmstadt a Giorgio I d'Assia-Darmstadt.
Con la morte nel 1604 di Luigi IV d'Assia-Marburgo, luterano, Luigi V d'Assia-Darmstadt ereditò metà dell'Assia-Marburgo mentre l'altra metà andò a Maurizio d'Assia-Kassel. Avendo il langravio Maurizio abbracciato il calvinismo, in contraddizione alla volontà di Luigi IV, Luigi V rivendicò tutta l'Assia-Marburgo.

### Dalla Guerra dei Trent'anni al Regno di Prussia
La controversia per il controllo di Marburgo si inserì nel contesto più ampio della Guerra dei Trent'anni, in cui l'Assia-Kassel si schierò con i protestanti e l'Assia-Darmstadt si schierò con l'imperatore asburgico. Nel 1623 Marburgo fu temporaneamente occupata dalle truppe di Tilly.
Nemmeno l'Hauptakkord del 24 settembre 1627, che conferiva Marburgo all'Assia-Darmstadt, pose definitivamente termine alla disputa.
Nel 1645 la reggente Amalia Elisabetta di Hanau-Münzenberg iniziò la Guerra dell'Assia con l'assedio di Marburgo. Il conflitto fu definitivamente risolto nel 1648 alla vigilia della Pace di Vestfalia: l'Assia Superiore fu definitivamente divisa, Marburgo venne assegnata all'Assia-Kassel, Gießen e Biedenkopf all'Assia-Darmstadt. Conseguentemente Marburgo perse importanza, rimanendo sede amministrativa e base militare.
Il ponte Elisabetta, che collega le due rive del fiume Lahn, risale al 1723.
Nel corso delle guerre napoleoniche, nel 1807 le fortificazioni del castello furono rase al suolo. Marburgo divenne in seguito capoluogo del Dipartimento del Werra come parte del Regno di Vestfalia sotto Girolamo Bonaparte. In questo periodo avvenne anche lo scioglimento dell'Ordine Teutonico, che fino ad allora aveva avuto molta influenza sulla città.
Nel 1850 fu inaugurata la linea ferroviaria Kassel-Marburg, dal 1852 prolungata a Francoforte sul Meno (linea Main-Weser). La stazione ferroviaria, sulla riva orientale del Lahn, contribuì allo sviluppo urbano della città.
Nell'ambito dell'Elettorato d'Assia Marburgo fu capoluogo di un distretto dell'Alta Assia dal 1821 al 1868 e annessa al Regno di Prussia nel 1866, al termine della guerra austro-prussiana.

### Dal 1866 al 1932
Dopo l'annessione dell'Assia alla Prussia l'Università di Marburgo conobbe un nuovo sviluppo che portò a una rapida crescita della città. Nel giro di pochi decenni il numero dei residenti triplicò, il numero degli studenti decuplicò e molti cittadini di Marburgo guadagnarono affittando stanze agli studenti. Sorsero nuovi quartieri fuori dalle mura medievali sulla riva destra del fiume Lahn. Dopo il 1900 furono urbanizzate anche le aree a sinistra del Lahn.
La Scuola di Marburgo, fondata da Hermann Cohen, professore presso l'Università di Marburgo tra il 1873 al 1912, aderì al neokantismo. Principali esponenti, oltre allo stesso Cohen, furono Paul Natorp e Ernst Cassirer.
Al collegamento tra le due rive del Lahn si aggiunse il ponte Schützenpfuhl, costruito nel 1892.
A seguito di una riorganizzazione amministrativa, nel 1929 Marburgo divenne un distretto autonomo e nel 1931 assorbì il distretto di Ockershausen.

### Il nazionalsocialismo
Nelle elezioni federali tedesche del 1933 il Partito Nazionalsocialista Tedesco dei Lavoratori si affermò a Marburgo con il 57,6% dei voti (contro il 43,9% di tutta la Germania). I nazionalsocialisti imposero immediatamente il Gleichschaltung (allineamento) di tutte le associazioni della città nonché il rogo dei libri (10 maggio 1933). Il 17 giugno 1934 il vicecancelliere Franz von Papen tenne l'ultimo discorso ufficiale all'Università, noto come "discorso di Marburgo", contro gli aspetti violenti del nazionalsocialismo. Nella notte tra il 9 e il 10 novembre 1938, la notte dei cristalli, la Sinagoga sulla Universitätsstrasse fu incendiata dai militanti delle SA. Quella stessa notte 31 ebrei furono arrestati e internati nel campo di concentramento di Buchenwald. Nel 1941-1942 gli ultimi 267 ebrei di Marburgo e dintorni furono deportati nei campi di concentramento; la deportazione dei Sinti e dei Rom avvenne il 23 marzo 1943.
Nel corso della Seconda guerra mondiale Marburgo ebbe relativamente pochi danni. Le bombe alleate distrussero circa il 4% della città. La stazione ferroviaria fu attaccata in quanto importante nodo ferroviario e gravemente danneggiata nel bombardamento del 22 febbraio 1945. Le distruzioni riguardarono anche il dipartimento di chimica dell'Università, diversi edifici della clinica universitaria, tra cui la clinica oculistica e la clinica chirurgica, nonché il maneggio coperto di Ortenberg. Il 28 marzo 1945, intorno a mezzogiorno, la 3ª divisione corazzata dell'Esercito degli Stati Uniti, sotto il comando del maggior generale Maurice Rose, entrò a Marburgo.

### Dopo la Seconda guerra mondiale
Le espulsioni dall'Europa orientale, successive alla fine della Seconda guerra mondiale, contribuirono al rapido aumento della popolazione. Per sopperire alla carenza di alloggi nel 1963 il Consiglio comunale decise di urbanizzare il quartiere di Richtsberg e in seguito la ristrutturazione del centro storico.
Nel 1972 Marburgo ospitò la 12ª Fiera dell'Assia in occasione del 750º anniversario della fondazione della città. Con la riforma regionale dell'Assia, nel 1974 il circondario di Marburgo venne unito a quello di Biedenkopf nel nuovo circondario di Marburgo-Biedenkopf.
La Dichiarazione di Marburgo sull'omeopatia è stata redatta nel 1972 da un gruppo di accademici dell'Università di Marburgo contro l'intenzione di introdurre per gli esami di Medicina test relativi all'omeopatia.
La Clinica universitaria di Marburgo nel 2006 è stata privatizzata e fusa con quella di Gießen nella Clinica universitaria di Gießen e Marburgo. Con oltre 4 500 dipendenti e più di 24 000 studenti (anno accademico 2019/2020), l'Università è ancora il fattore economico più importante della città.
In vista del 6º Congresso internazionale di psicoterapia e pastorale sul tema "Identità: il filo rosso della mia vita" (a Marburgo dal 20 al 24 maggio 2009) venne presentata la dichiarazione "Per la libertà e l'autodeterminazione, contro gli sforzi totalitari delle associazioni lesbiche e gay", denunciando una presunta intolleranza da parte delle organizzazioni LGBT. L'organizzazione delle lesbiche e dei gay dell'Università di Colonia (LUSK) rispose, con la "Dichiarazione di accettazione e uguaglianza", che «l'orientamento sessuale, come parte della propria identità, fa parte della dignità umana».
Il 25 maggio 2009 Marburgo ha ricevuto dal governo federale il titolo di Ort der Vielfalt ("Luogo della diversità" contro gli estremismi).
Il 30 settembre 2015 Marburgo ha ricevuto il titolo di "Città europea della Riforma" dalla Comunione delle Chiese Protestanti in Europa (Concordia di Leuenberg).
Il 26 marzo 2021 l'EMA ha autorizzato la BioNTech alla produzione del vaccino anti COVID-19 nello stabilimento di Marburgo.

## Monumenti e luoghi d'interesse

### Architetture religiose
- Elisabethkirche (Chiesa di Santa Elisabetta) è una delle prime chiese in stile gotico tedesco, a tre navate a sala, costruita dall'Ordine Teutonico in onore di Sant'Elisabetta d'Ungheria, la cui tomba si trova all'interno della chiesa. I lavori di costruzione iniziarono nel 1235, anno di canonizzazione della santa, e furono completati nel 1283. Conseguentemente Marburgo divenne un importante luogo di pellegrinaggio nel basso Medioevo. Le alte torri ai lati della facciata sono del 1340.
- Universitätskirche (Chiesa dell'Università), in stile gotico tedesco a sala, risalente al 1291, era annessa al monastero dei Domenicani.[18]
- St.-Marien-Kirche (Chiesa di Santa Maria), chiesa parrocchiale luterana. La preesistente chiesa romanica fu trasformata in stile gotico tra il 1288 e il 1395, il campanile completato nel 1473. Con la riforma luterana, introdotta dal Langravio Filippo I d'Assia, Marienkirche divenne chiesa luterana e tale rimase anche dopo la conversione al calvinismo del Langravio Maurizio d'Assia-Kassel.[19]
- Kugelkirche o Sankt Johannes Evangelist (San Giovanni Evangelista), chiesa parrocchiale cattolica costruita tra il 1492 e il 1520, adiacente al monastero dei Fratelli della vita comune (Kugelherren). Con lo scioglimento dell'ordine monastico, avvenuto nel 1527, l'edificio fu assegnato all'Università di Marburgo e restituito al culto cattolico nel 1827.[20]
- Kugelhaus era il monastero, costruito negli anni 1476-1491, annesso alla Kugelkirche, assegnato all'Università di Marburgo nel 1527. È prevista la restituzione alla parrocchiale cattolica.[21]
- St.-Michaels-Kapelle (Cappella di San Michele), piccola cappella medievale conosciuta anche come Michelchen, costruita nel 1268 dall'Ordine Teutonico e destinata a luogo di preghiera e sepoltura per i pellegrini, si trova non lontano dalla chiesa di Santa Elisabetta, nel mezzo di un antico campo di sepoltura. I confratelli della Casa tedesca la costruirono nel 1268 nel cortile dei morti, dove i pellegrini che si erano recati sulla tomba di Santa Elisabetta e che erano morti a Marburgo e i benefattori che erano morti nel suo ospedale trovarono il loro ultimo luogo di riposo. I sacerdoti dell'ordine celebravano le funzioni nella cappella e nella chiesa di Santa Elisabetta. Dal XIII secolo sono note diverse lettere di indulgenza per la visita alla cappella. Durante la Riforma, il Michelchen divenne proprietà della città di Marburgo. Quando i lavori necessari e la supervisione furono trascurati, cadde in rovina. Dopo il 1583 furono eseguiti lavori di ristrutturazione della capriata del tetto, furono installate nuove porte e finestre e furono costruiti un pulpito e una galleria. Anche il muro di cinta del cimitero fu ristrutturato. Oggi il cimitero non è più utilizzato. Le circa 50 lapidi rimaste risalgono tutte al XVI-XVIII secolo. Esse offrono una panoramica del cambiamento della concezione artistica dalle lapidi figurative rinascimentali alle lapidi iscritte barocche e ai monumenti funerari neoclassici. Nel 2009 e 2020 sono stati fatti dei lavori di restauro.[22]

### Architetture civili
- Marburger Schloss o Landgrafenschloss Marburg (Castello di Marburgo), costruito nell'XI secolo. Tra il 1264 e il 1604 fu, con poche interruzioni, la residenza dei Langravi di Assia-Marburgo. Dal 1981 ospita il Museo di Storia Culturale.
- Philipps-Universität Marburg (Università di Marburgo), fondata nel 1527 da Filippo I d'Assia.
- Deutsche Haus era la sede dell'Ordine Teutonico a Marburgo. Edificata nel periodo 1234-1250 nelle immediate vicinanze della Chiesa di Santa Elisabetta, dal 1823 è passata in gestione dall'Università di Marburgo. Dal 1977 ospita il Museo mineralogico e il dipartimento di Geografia dell'Università.[23]
- Neue Kanzlei o Alte Landgericht (Nuova cancelleria). Costruita nel 1573-1575 su progetto dell'architetto Ebert Baldewein, è stata la sede del tribunale di Marburgo sino al 1961 quando è stato affidato all'Università della città. Dal 1981 è la sede del Museo delle religioni.[24]
- Marktplatz (Piazza del mercato), è il centro della città vecchia, contornata dal Municipio e da case a graticcio.
- Rathaus (Municipio), costruito tra il 1512 al 1527 nel lato meridionale della piazza, su tre piani in pietra arenaria in stile tardo gotico. Al centro della facciata sporge la torre a scala esagonale con la statua di Elisabetta d'Ungheria, opera di Ludwig Juppe, e sulla torre il timpano con l'orologio astronomico del 1581-1582 e un gallo di rame che batte le ali ad ogni ora, a sinistra dell'orologio un trombettiere che suona ogni ora. Il tetto è rivestito di ardesia. Al primo piano c'era la sala consigliare e al secondo il salone delle feste.[25]
- Hochzeitshaus, in Marktplatz, costruita nel 1528, è una casa in pietra ornata da un tetto a padiglione (walmdach) con 6 torri angolari.[26]
- Bückingsches Haus, in Marktplatz, edificio a graticcio del 1675.[27]
- Steinernes Haus, in Marktplatz, costruita in pietra dopo l'incendio del 1319.[28]
- La Barfüßerstraße, caratteristica per le case a graticcio, prende il nome dal convento dei monaci francescani detti scalzi (Barfüßer), costruito sulle mura della città vecchia nel 1234 e abbandonato nel 1528. La casa a graticcio al n. 35, costruita intorno al 1600, fu dal 1802 al 1805 residenza dei fratelli Jacob e Wilhelm Grimm, in quegli anni studenti dell'Università.[29]
- Kilianskapelle, costruita tra il 1180 e il 1200 in stile romanico per la parrocchia di Sankt Martin, era la chiesa più antica di Marburgo. Nel 1527 divenne sede della corporazione dei calzolai. Dal 1969 sede della Croce Verde e dal 2013 adattata ad alloggi per studenti.[30]
- Grüner Mühle (Mulino verde), mulino ad acqua, già in attività nel 1248, nella periferia meridionale di Marburgo sul fiume Lahn.[31]
- Kaiser-Wilhelm-Turm, torre di avvistamento alta 36 m, costruita nel 1887-1890, dedicata all'Imperatore Guglielmo I di Germania.[32]

## Università
La Philipps-Universität Marburg, fondata nel 1527, conta circa 30 000 studenti e 21 Facoltà. Il policlinico universitario UKGM, una società privata dal 2006, è fuso dal 2005 con l'ospedale universitario di Gießen, città dell'Assia anch'essa sede di un'Università. La sede di Marburgo del policlinico conta 1 185 posti letto.

## Musei
- Museum für Kunst und Kulturgeschichte (Museo di arte e storia culturale). Il Museo dell'Università di Marburgo è stato diviso in due sedi nel 1981:
  - Il Kunstmuseum ha sede in Biegenstraße 11 nell'edificio, opera dell'architetto Hubert Lütcke (1887-1963), inaugurato il 30 luglio 1927 per il 400º anniversario della fondazione dell'Università. Il primo nucleo espositivo era costituito da donazioni di artisti moderni come Oskar Moll, Georg Kolbe e Käthe Kollwitz, e circa 70 dipinti di Otto Ubbelohde. Dopo la seconda guerra mondiale le posizioni artistiche del XX secolo sono ulteriormente rappresentate da altre collezioni private: nel 1960, lo Stato dell'Assia acquisisce la collezione Richard Hamann con opere di Christian Rohlfs, Wassily Kandinsky, Paul Klee, Alexej Jawlensky e altri; nel 1994 e nel 2008 Rainer Zimmermann (1920-2009) ha donato parte della sua collezione di realismo espressivo; nel 2010 si è aggiunta la collezione Hilde Eitel (1915-2010) con importanti rappresentanti dell'avanguardia del secondo dopoguerra. Sono inoltre esposti calchi archeologici di Ludwig Bickell (1838-1901) e Ludwig von Sybel (1846-1929).[35]
  - Landgrafenschloss. Il castello di Marburgo, sede dei Langravi d'Assia dal 1264 al 1604, dal 1981 ospita il Museo di storia culturale suddiviso in cinque sezioni: "Preistoria e storia antica", "Arte sacra", "Autorità dello Stato", "Vita civile" e "Folclore dell'Assia". Nella sezione "Preistoria e storia antica" vengono presentati reperti dell'età del bronzo (800 a.C. circa), una tomba di guerrieri merovingi (700 d.C. circa) e reperti di monete celtiche ritrovate nella zona di Marburgo. La sezione "Arte sacra" offre una panoramica delle sculture architettoniche del romanico, crocifissi del XII e XIII secolo, sculture dal XV al XVII secolo, un pulpito, un organo rinascimentale, vasi liturgici e molti pezzi della dotazione della chiesa di Santa Elisabetta, comprese le figure sulla parete del crocefisso, le immagini delle finestre e la copertura protettiva del reliquiario di Santa Elisabetta. Nella sezione "Autorità dello Stato" sono presenti gli scudi dei cavalieri del XIII e XIV secolo, tra cui lo scudo del primo Langravio dell'Assia Enrico I (1244-1308), cassapanche del periodo rinascimentale, ritratti di principi dell'Assia e manifatture di artigianato che attestano gli interessi dei sovrani. Mobili, artigianato, dipinti e abiti dal Rinascimento all'Art Nouveau, insieme alla collezione di porcellane, forniscono spunti sulla vita civile urbana, mentre esempi del folclore dell'Assia sono esposti sulla base degli oggetti della cultura rurale come mobili, in particolare cassapanche, sedie da matrimonio di Schwalm, utensili domestici e costumi rurali.[36] Alle collezioni permanenti si aggiungono le mostre temporanee, il cui elenco si può trovare nel sito dedicato.
- Mineralogische Museum (Museo mineralogico).[37] Aperto nel 1977 nell'ex granaio dietro alla Chiesa di Santa Elisabetta, è una vasta collezione di reperti geologici, risalente al 1790, che comprende 60 000 minerali, 55 000 campioni di rocce, 15 000 campioni di pietre preziose grezze e 150 meteoriti. È considerata la più grande collezione di minerali dell'Assia e tra le più conosciute della Germania.
- Völkerkundliche Sammlung (Collezione etnologica).[38] Si trova nell'Istituto di Etnologia dell'Università di Marburgo. Ospita più di 5 000 oggetti ed è composta da diverse sottocollezioni private.
- Religionskundliche Sammlung (Museo di storia delle religioni).[39] Fondato nel 1927 dal teologo protestante e filosofo della religione Rudolf Otto, dal 1981 è nel palazzo della Nuova cancelleria. Vi sono esposti oltre 10 000 oggetti come immagini di culto, icone, dipinti su pergamena, oggetti rituali, altari domestici e vari modelli e repliche, ordinati in base agli argomenti dell'America antica, dell'antico Egitto, delle religioni dell'Africa, delle religioni dell'Asia meridionale e orientale (Induismo, Buddismo, Taoismo, Confucianesimo, Shintoismo e Tenrikyō) e delle religioni monoteiste (Ebraismo, Cristianesimo, Islam).
- Museum anatomicum (Museo anatomico).[40][41] Il Museo anatomico si trova presso l'Istituto di Citobiologia dell'Università di Marburgo. Sono esposti circa 2 000 esemplari, che risalgono al periodo dal 1650 al 1920, conservati in contenitori di vetro riempiti di formalina, che rientrano nel campo dell'anatomia sistematica e topografica, dell'embriologia e della teoria delle malformazioni. Importante anche la raccolta di ossa e scheletri. Sono esposti anche dispositivi anatomici, strumentazione chirurgica e antichi microscopi. Molto conosciuti sono la Marburger Lenchen[42], il cadavere conservato nella formaldeide di una donna incinta annegata nel Lahn, e Langer Anton, un uomo vissuto nel XVI secolo di 244 cm di altezza.
- 1. Deutsches Polizeioldtimer-Museum (Museo dei veicoli d'epoca della polizia tedesca). Costituito nel 2000 su iniziativa del Polizei-Motorsport-Club Marburg 1990 e.V.,[43] è la più grande collezione di veicoli della polizia in Germania con oltre 90 modelli storici nonché materiale tecnico, foto e pannelli illustrativi relativi alla motorizzazione della polizia tedesca. I veicoli conservati sono spesso utilizzati per produzioni cinematografiche e televisive di carattere storico, come è stato per il film La banda Baader Meinhof del 2008.
- Marburger Haus der Romantik (Casa del Romanticismo). In Piazza del mercato, è stata aperta nel 2001 in ricordo del Circolo Romantico di Marburgo, frequentato tra il 1800 e il 1806, da artisti quali Bettina Brentano von Arnim, Clemens Brentano, Caroline Schelling, Friedrich Carl von Savigny, Sophie Mereau, Karl Wilhelm Justi, Karoline von Günderrode, Friedrich Creuzer, Johann Heinrich Jung-Stilling, Sophie von La Roche.[44]

## Amministrazione

### Gemellaggi
- Poitiers, dal 1961
- Maribor, dal 1969
- Sfax, dal 1971
- Eisenach, dal 1978
- Northampton, dal 1992
- Sibiu, dal 2005[45]